# Uranoscopus affinis
Uranoscopus affinis és una espècie de peix pertanyent a la família dels uranoscòpids.

## Descripció
- 4-5 espines i 13-14 radis tous a l'aleta dorsal i 12-15 radis tous i a l'anal.
- És de color marró groguenc.[5]

## Hàbitat
És un peix marí, bentopelàgic i de clima tropical.

## Distribució geogràfica
Es troba a l'oceà Índic.

## Observacions
És inofensiu per als humans.